# Mike Beebe

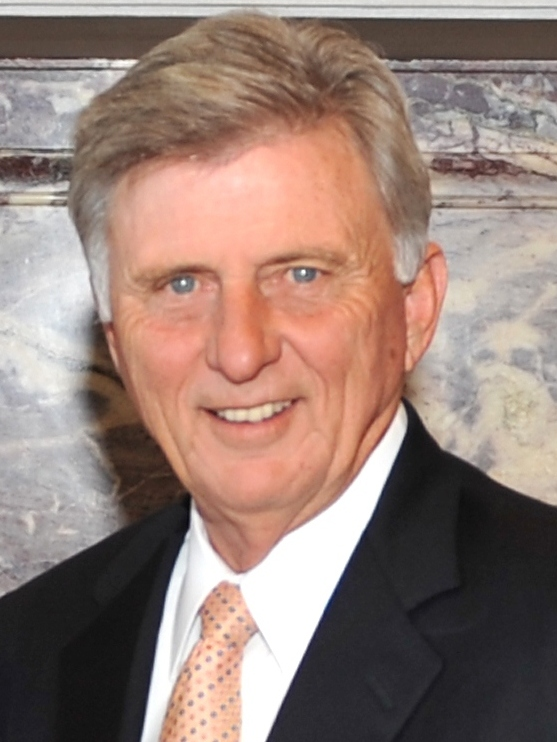
Mike Beebe (2009)

Michael Dale „Mike“ Beebe (* 28. Dezember 1946 in Amagon, Arkansas) ist ein US-amerikanischer Politiker der Demokratischen Partei. Zwischen 2007 und 2015 war er Gouverneur des Bundesstaates Arkansas.

## Leben und Wirken
Beebe wurde von seiner Mutter, einer Kellnerin, erzogen; seinen Vater hat er nicht kennengelernt. In seiner Kindheit wechselten sie oft den Wohnort (Detroit, St. Louis, Chicago, Houston und Alamogordo), bevor sie nach Arkansas zurückkehrten. 1965 erlangte Beebe seinen High-School-Abschluss in Newport. An der Arkansas State University graduierte er 1968 als Bachelor of Arts. Anschließend arbeitete er als Rechtsanwalt. Dabei erwarb er sich einen sehr guten Ruf als Strafverteidiger.

## Politische Laufbahn
Mike Beebe war von 1882 bis 2002 Mitglied im Senat von Arkansas. 2002 wurde er Attorney General von Arkansas.
Am 7. November 2006 wurde er mit 55,3 % der Wählerstimmen als Nachfolger von Mike Huckabee zum neuen Gouverneur von Arkansas gewählt, wobei er sich gegen den Republikaner Asa Hutchinson durchsetzte. Er trat sein Amt am 9. Januar 2007 an. 2010 wurde Beebe mit 64,4 % der Stimmen für eine zweite Amtszeit wiedergewählt, obwohl seine Partei im nationalen Trend schlecht abschnitt. Zur Gouverneurswahl am 4. November 2014 trat er aufgrund der gesetzlichen Amtszeitbegrenzung nicht wieder an. Am 13. Januar 2015 löste ihn der Republikaner Asa Hutchinson, der 2006 gegen Beebe gescheitert war, ab.
Beebe ist mit Ginger Beebe verheiratet und hat drei Kinder.